# Heinz Lemanczyk
Heinz „Heini“ Lemanczyk (* 13. November 1934 in Poley, Anhalt) war Fußballspieler in der DDR-Oberliga, der höchsten Spielklasse im DDR-Fußball, wo er hauptsächlich auf der Position des Halbstürmers spielte. Zweimal wurde er in der Fußballnationalmannschaft der DDR eingesetzt.

## Sportliche Laufbahn
Lemanczyk erlebte von Beginn an den von zahlreichen Umbrüchen begleiteten Neuaufbau des Fußballsports in Ostdeutschland mit und war von dem Organisationswirrwarr unmittelbar betroffen. Sein fußballerischer Anfang fand 1948 in Marga, einer Kolonie des Dorfes Brieske in der Niederlausitz statt, wo die Sportgemeinschaft Marga die Nachfolge des 1945 aufgelösten SV Marga angetreten hatte, der vor dem Zweiten Weltkrieg zu den Spitzenmannschaften in Brandenburg gezählt hatte. Die SG Marga knüpfte an diese Tradition an, wurde 1948 Oberlausitz-Meister und 1949 als SG Grube Marga brandenburgischer Vizemeister. Unter dem Namen BSG „Franz Mehring“ Marga nahm die Mannschaft an der 2. Ostzonenmeisterschaft teil, schied dort aber nach einer 0:4-Niederlage gegen Eintracht Stendal im Viertelfinale aus. Der 2. Platz in Brandenburg war zugleich die Startberechtigung für die erste Saison der Oberliga, der neu geschaffenen höchsten Fußballklasse in Ostdeutschland. In dieser Mannschaft, die weiterhin in kurzen Abständen ihren Namen wechselte (1950 BSG Aktivist Brieske-Ost, 1954 SC Aktivist Brieske-Senftenberg) wurde Lemanczyk als Innenstürmer zum Stammspieler und absolvierte bis zur Saison 1953/54 42 Punktspiele.
1954 wurde bei der Deutschen Hochschule für Körperkultur in Leipzig eine Sektion Fußball gegründet mit dem Ziel, dort junge Talente zu Spitzenfußballern zu entwickeln. DDR-weit wurden aus zahlreichen Sportgemeinschaften junge Fußballspieler in Leipzig zusammengezogen und in zwei Mannschaften (SC DHfK I und II) in den Spielbetrieb der zweitklassigen DDR-Liga eingegliedert. Unter den Ausgewählten befand sich auch der 19-jährige Heinz Lemanczyk, der ab August 1954 mal in der I. und mal in der II. Mannschaft eingesetzt wurde. Die Aussicht auf Spitzenfußball bei der DHfK schwand schnell, denn beide Teams kamen in ihrer Ligastaffel über Mittelfeldplätze nicht hinaus. Daraufhin wurde das Projekt nach sechs Monaten kurzerhand eingestellt und beide Mannschaften wurden aufgelöst. Die Spieler wurden hauptsächlich zum ASK Berlin und zum SC Dynamo Berlin delegiert, der Rest suchte sich andere Mannschaften.
Lemanczyk kehrte nach elf Einsätzen bei der DHfK in seine Heimat zurück, wo der SC Aktivist noch immer seine Stellung in der Oberliga behauptete. In der im Herbst 1955 ausgespielten Übergangsrunde zur Umstellung der Fußballsaison auf das Kalenderjahr trumpfte Lemanczyk groß auf, sodass die DDR-Auswahl-Verantwortlichen auf ihn aufmerksam wurden. Am 18. September 1955 erhielt er seine erste Chance in der A-Nationalmannschaft, wo er im Spiel gegen Rumänien (3:2) für 62 Minuten auf der Position des linken Innenstürmers eingesetzt wurde. In der Saison 1956 schaffte er mit seiner Mannschaft eine kleine Sensation, als der Senftenberger Vorstadtklub mit nur zwei Punkten Rückstand zum Meister SC Wismut Karl-Marx-Stadt Oberliga-Zweiter wurde. Auch in den folgenden Jahren spielte Lemanczyk, der inzwischen zum Mannschaftskapitän ernannt worden war, mit den Brieskern in der höchsten DDR-Fußball-Liga. Am 14. September 1958 bestritt er ein weiteres A-Länderspiel, bei dem es wieder einen 3:2-Sieg gegen Rumänien gab. Lemanczyk wirkte als Einwechselspieler für 32 Minuten mit. Neben seinen beiden A-Länderspielen wurde er auch in zehn Spielen der B-Auswahl eingesetzt und erzielte dort zwei Tore.
Mit dem Ende der Spielzeit 1962/63 war das Kapitel Oberliga für Brieske beendet, als Tabellenletzter folgte der Abstieg in die zweitklassige DDR-Liga. Von 1955 bis 1963 hatte Lemanczyk noch einmal 190 Oberligaspiele absolviert und kam damit zusammen mit seinen ersten Briesker Jahren auf 252 Erstligaeinsätze, in denen in 60 Tore erzielte. Mit dem Abstieg der Fußballmannschaft war auch das Ende des SC Aktivist besiegelt, an seiner Stelle wurde in der Bezirkshauptstadt der SC Cottbus gegründet. Ihm wurde auch die 1. Fußballmannschaft der Briesker zugeteilt, während die Reservemannschaft als BSG Aktivist Brieske-Ost in der Bezirksliga Cottbus weiterspielte. Lemanczyk, inzwischen 29 Jahre alt, vollzog den Wechsel nach Cottbus mit und wurde damit nach dem Leipziger Fiasko erneut Opfer der unsteten DDR-Fußballpolitik. In den Zweitligaspielen des SC Cottbus, der in den Spielzeiten 1963/64 und 1964/65 die Plätze 4 und 2 erreichte, kam Lemanczyk nicht mehr so recht zum Zuge und wurde noch neun Mal eingesetzt. Ende 1965 wurde erneut umstrukturiert, die Sektion Fußball wurde aus dem SC Cottbus ausgegliedert und musste ab 1966 als BSG Energie Cottbus weiterspielen. Hier wurde Lemanczyk nur noch in der II. Mannschaft eingesetzt. Mit dem Ende der Saison 1965/66 beendete er seine aktive Laufbahn. Anschließend arbeitete er als Sportlehrer an einer Cottbuser Oberschule.
Obwohl Heinz Lemanczyk in seiner Fußball-Laufbahn nur einen wirklichen Gemeinschaftswechsel vornahm, trug er in den 19 Jahren Trikots mit acht unterschiedlichen Namen:
| 1948 | SG Marga                        |
| 1949 | SG Grube Marga                  |
| 1950 | BSG „Franz Mehring“ Marga       |
| 1951 | BSG Aktivist Brieske-Ost        |
| 1954 | SC DHfK Leipzig                 |
| 1955 | SC Aktivist Brieske-Senftenberg |
| 1963 | SC Cottbus                      |
| 1966 | BSG Energie Cottbus             |